# 鹿教湯三才山リハビリテーションセンター三才山病院
厚生連 鹿教湯三才山リハビリテーションセンター三才山病院（こうせいれん かけゆみさやまリハビリテーションセンターみさやまびょういん）は、かつて、長野県厚生農業協同組合連合会（JA長野厚生連）が運営していた病院。通称、鹿教湯三才山病院。

## 歴史
- 1965年8月 - 開業。
- 2023年10月15日 - 鹿教湯病院に統合され閉業。

## 交通
上田から
- JR北陸新幹線上田駅又はしなの鉄道の大屋駅で下車。
- 千曲バス上田駅か大屋駅から鹿教湯温泉行きに乗り、奥鹿教湯病院に下車。
- タクシー
  - 上田駅から約45分 (25km)
  - 大屋駅から約35分 (20km)

松本から
- JR篠ノ井線松本駅下車し、駅前のバスターミナルに下車。
- アルピコ交通バス…松本市街地から約45分、鹿教湯三才山病院下車（本数は少ない）
※千曲バスのエリア内であるためアルピコ交通バスで鹿教湯三才山病院口から鹿教湯東までの乗車することはできないので鹿教湯温泉街へ行く人は千曲バスの奥鹿教湯系統（2019年12月27日以て廃止）を使うことになっていた。
- タクシーの場合約40分 (23km)